# Podelmis xanthogramma
Podelmis xanthogramma is een keversoort uit de familie beekkevers (Elmidae). De wetenschappelijke naam van de soort werd in 1983 gepubliceerd door Jäch.